# Théorie du déversement
La théorie du déversement est une théorie économique selon laquelle des progrès techniques améliorant la productivité engendrent un transfert (déversement) des emplois d'un secteur d'activité vers un autre. Cette thèse est formulée par l'économiste et démographe français Alfred Sauvy.

## Concept
La théorie du déversement se fonde sur une vision dynamique de l'activité économique au niveau de ses secteurs d'activité. Prenant en compte l'effet du progrès technique et de l'innovation, la théorie soutient que le bon fonctionnement de l'économie permet des gains de productivité dans un secteur, qui stimulent la demande pour d'autres secteurs, et ainsi incitent les travailleurs à se déplacer du premier secteur au second.
Alfred Sauvy, son initiateur, observe la mise en œuvre du progrès technique dans les activités agricoles, sous l'effet de la mécanisation de la production, ou de l'amélioration des méthodes de travail. Cela génère des gains de productivité, qui induisent trois principaux effets : 
- au niveau de l'offre des produits agricoles, mise à disposition d'une quantité accrue des volumes produits ;
- au niveau de la demande des produits agricoles, baisse des prix ;
- au niveau global, effet de revenu positif pour l'ensemble des consommateurs qui voient le prix des denrées agricoles baisser, d'où une hausse ou une libération du pouvoir d'achat.

La libération du pouvoir d'achat conduit les consommateurs à consommer plus. Ils expriment alors une nouvelle demande de biens finaux. Or, selon la loi d'Engel, la part du revenu allouée aux dépenses alimentaires baisse quand le revenu s'élève (il y a une élasticité inférieure à 1 de la demande des biens alimentaires par rapport au revenu). Cela signifie que la nouvelle demande permise par l'augmentation du revenu s'oriente vers la consommation de biens produits par les autres secteurs (secondaire ou tertiaire). 
Afin de répondre à cette nouvelle demande de biens, le secteur en question doit embaucher plus de travailleurs, ce qui crée des nouveaux emplois et réduit le chômage. Le déversement a lieu au moment où le secteur B recrute des anciens employés du secteur A originel du fait de l'augmentation de la demande qui lui est adressée. 
Cette théorie veut ainsi que le transfert d'emplois se fasse depuis les secteurs où ils ont été détruits (du fait de la productivité qui a augmenté) vers les secteurs qui en créent (du fait de la pression de la demande qui augmente grâce à l'augmentation du revenu elle-même due à celle de la productivité).

## Historique
Ce mécanisme est à l'œuvre depuis le début de la révolution industrielle, qui a réalloué les emplois entre le secteur primaire, agricole, et le secteur secondaire, industriel. Ainsi, la part de la population active travaillant dans le secteur primaire est passée de 50 % en 1900 à 3 % en 2012, tandis que la part de la population active dans le secteur secondaire a grandi en proportion. À partir du milieu des années 1970, un nouveau déversement s'est opéré des emplois industriels vers les services, accompagnant la tertiarisation de l’économie.
Les mutations des économies occidentales vers les services depuis les années 1970 conduit à un déversement des emplois du secteur secondaire vers le secteur tertiaire.

## Débats et critiques

### Enrayage du déversement par manque de qualification
La théorie du déversement fait l'objet de plusieurs contestations. Jean Fourastié a souligné que le déversement n'était pas aussi mécanique, immédiat et systématique que ne le laissait penser Sauvy. En effet, nuance-t-il, un ouvrier peut peiner à se reconvertir dans l'informatique du fait des différentes qualifications que nécessite chaque profession. Le déversement peut ainsi être bloqué par un problème d'appariement au niveau des qualifications des travailleurs.

### Enrayage du déversement par informatisation
Jeremy Rifkin soutient que la théorie du déversement est aujourd'hui invalidée car l'informatisation et la dématérialisation de l'économie conduirait à une suppression d'emplois dans les secteurs secondaires et tertiaires, sans compensation par déversement dans un nouveau secteur.

### Déversement au sein du même secteur
Des études récentes montrent que la logique de déversement peut exister au sein du même secteur d'activité, entre ses différentes composantes. L'ouvrage de Pierre Cahuc et André Zylberberg Le Chômage, fatalité ou nécessité ? (2004) montre par exemple qu'une partie des emplois de l'industrie textile traditionnelle de la région de Lille a été déversée dans le textile technique.

### Actualité
L'utilisation de cette classification en trois secteurs parait perdre de sa pertinence : largement justifiée sur la période 1900-2000, elle parait obsolète de nos jours, où l'essentiel des emplois des pays développés appartient aujourd'hui au tertiaire.
La réflexion n'intègre pas le concept de secteur quaternaire présenté par certains comme le stade prochain d'évolution de la structure des emplois,.